# Lê Văn Thành (Hà Tây)
Lê Văn Thành (tên thường gọi: Lê Thành, sinh ngày 19 tháng 10 năm 1947) là Trung tướng Công an nhân dân Việt Nam và chính trị gia người Việt Nam. Ông từng là đại biểu Quốc hội Việt Nam khóa XI nhiệm kì 2002-2007, thuộc đoàn đại biểu Hưng Yên, Ủy viên Ủy ban Quốc phòng và An ninh của Quốc hội khóa XI Phó Tổng cục trưởng Tổng cục II, Bộ Công an (Việt Nam). Ông là con của Đại tá Lê Văn Bích, nguyên Phó Giám đốc Công an Hà Nội.

## Xuất thân
Lê Văn Thành, tên thường gọi: Lê Thành, sinh ngày 19 tháng 10 năm 1947, người dân tộc Kinh, quê quán ở xã Cần Kiệm, huyện Thạch Thất, tỉnh Hà Tây.

## Giáo dục
Ông có bằng Cao cấp lí luận chính trị và bằng Cử nhân Luật, Kỹ sư an toàn phòng cháy chữa cháy.

## Sự nghiệp
Từ 2002 đến 2007, ông là đại biểu Quốc hội Việt Nam khóa XI thuộc đoàn đại biểu Hưng Yên, Ủy viên Ủy ban Quốc phòng và An ninh của Quốc hội khóa XI,, Thường vụ Đảng ủy Tổng cục, Phó Tổng cục trưởng Tổng cục Cảnh sát, Bộ công an.
Ngày 25 tháng 4 năm 2007, ông được thăng quân hàm từ Thiếu tướng lên Trung tướng Công an nhân dân Việt Nam cùng 11 người khác là Trần Đại Quang, Trương Hòa Bình, Đặng Văn Hiếu, Trịnh Lương Hy, Hoàng Đức Chính, Nguyễn Xuân Xinh, Sơn Cang, Phạm Văn Đức, Phạm Nam Tào, Vũ Hải Triều, Nguyễn Văn Thắng. Lúc này, ông đang là Phó Tổng cục trưởng Tổng cục II, Bộ Công an.
Ngày 21 tháng 8 năm 2007, ông nhận quyết định nghỉ hưu (từ 1/12/2007). Chức vụ cuối cùng của ông là Phó Tổng cục trưởng Tổng cục Cảnh sát, Bộ Công an.

## Phong tặng

### Lịch sử thụ phong quân hàm
- Thiếu tướng Công an nhân dân Việt Nam
- Trung tướng Công an nhân dân Việt Nam (2007)